# Dinhard
Dinhard is een gemeente en plaats in het Zwitserse kanton Zürich, en maakt deel uit van het district Winterthur.
Dinhard telt 1354 inwoners.